# جتوط (زيرراه)
جتوط (بالفارسية: جتوط) هي قرية تقع في إيران في قسم زيرراه الريفي. يقدر عدد سكانها بـ 1,063 نسمة .